# Molí del Sendra
El Molí del Sendra és un edifici del municipi de Torrelles de Foix (Alt Penedès) que forma part de l'Inventari del Patrimoni Arquitectònic de Catalunya.

## Descripció
És un edifici de grans dimensions on part d'ell fou originàriament un molí fariner i després paperer, i posteriorment habitacles. S'observa un pont per on l'aigua hi creuava el carrer pel seu damunt. Coberta a dues vessants.